# Isuzu Aska
Isuzu Aska était une dénomination utilisée par Isuzu pour désigner ses berlines intermédiaires de 1983 à 2002. À l'origine, l'Aska était une version de la plateforme J de GM produite par Isuzu, mais plus tard, après que Isuzu a arrêté la fabrication de véhicules particuliers, le nom a été appliqué à une version rebadgée de la Subaru Legacy (de 1989 à 1993) et de la Honda Accord (de 1994 à 2002) vendues par le réseau de distribution japonais d'Isuzu. L'Aska a remplacé la Florian dans la gamme Isuzu et s'esrt arrêtée en 2002 sans renouvellement, Isuzu s'étant retiré des voitures de tourisme. Le nom vient du mot japonais Asuka, qui est l'ancien nom du village d'Asuka dans la préfecture de Nara au Japon. Parce que le nom Asuka est susceptible d'être mal prononcé dans les pays étrangers, le "U" a été enlevé du nom, en présentant le modèle comme Aska.

### Chevrolet Aska

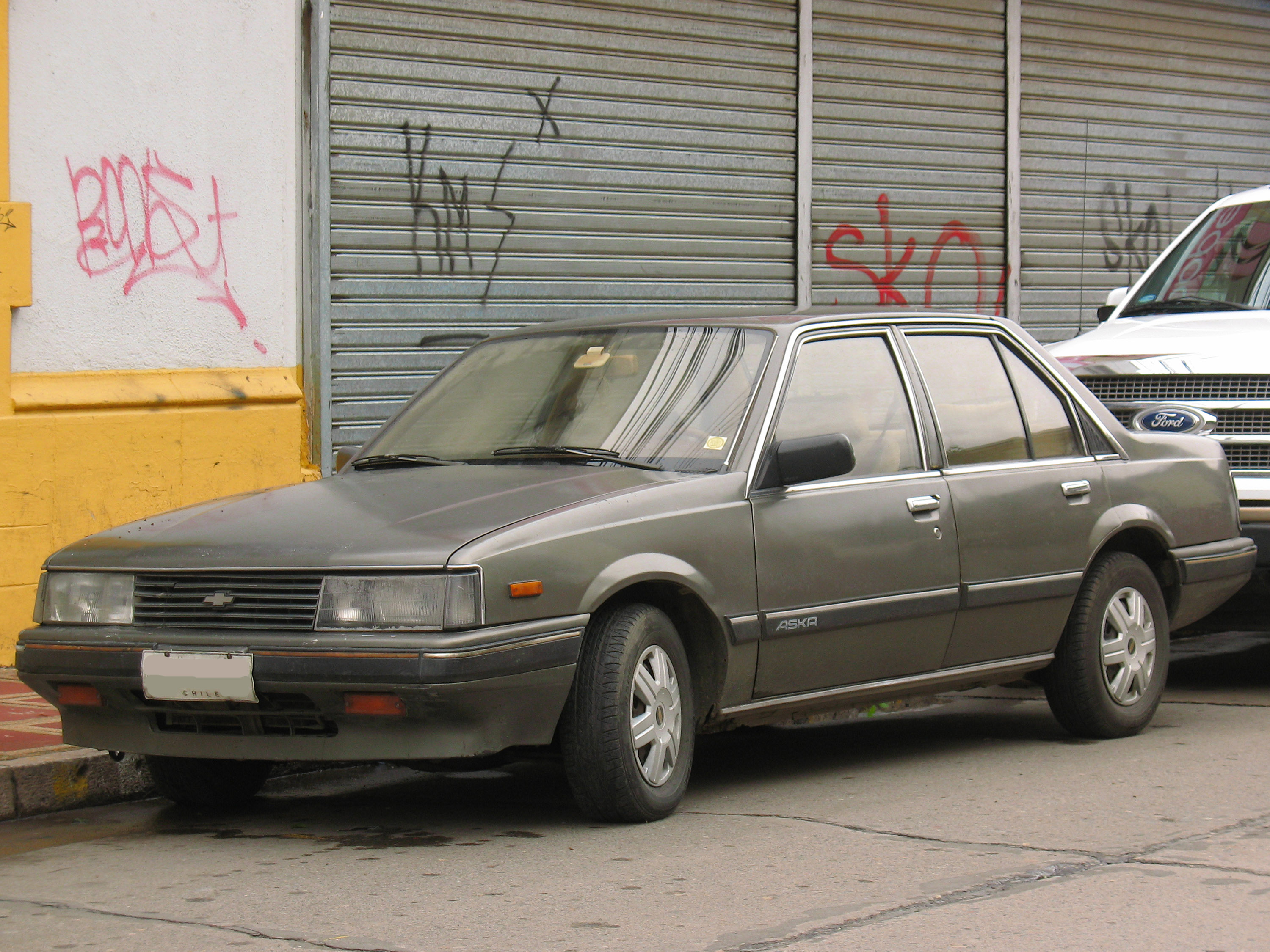
Chevrolet Aska

## Troisième génération (1993-1997)

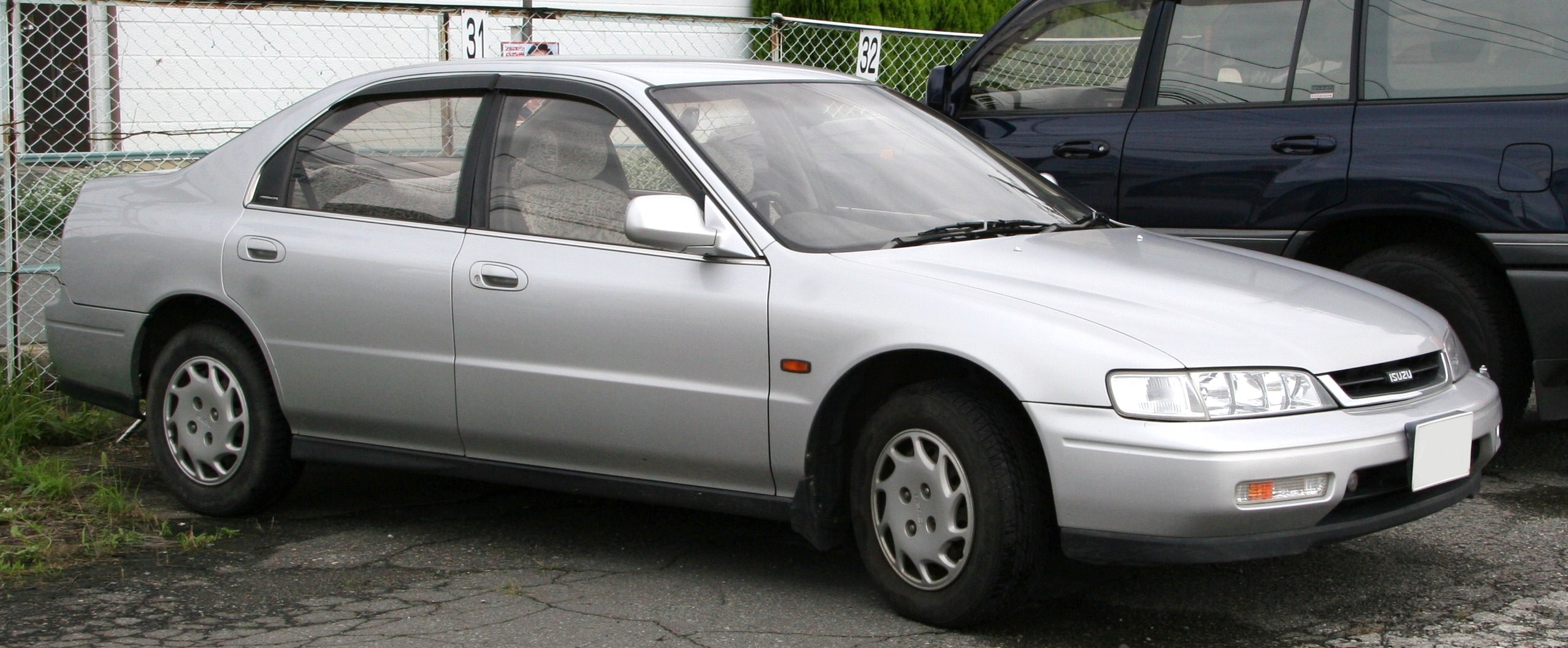
Isuzu Aska III

## Quatrième génération (1997-2002)

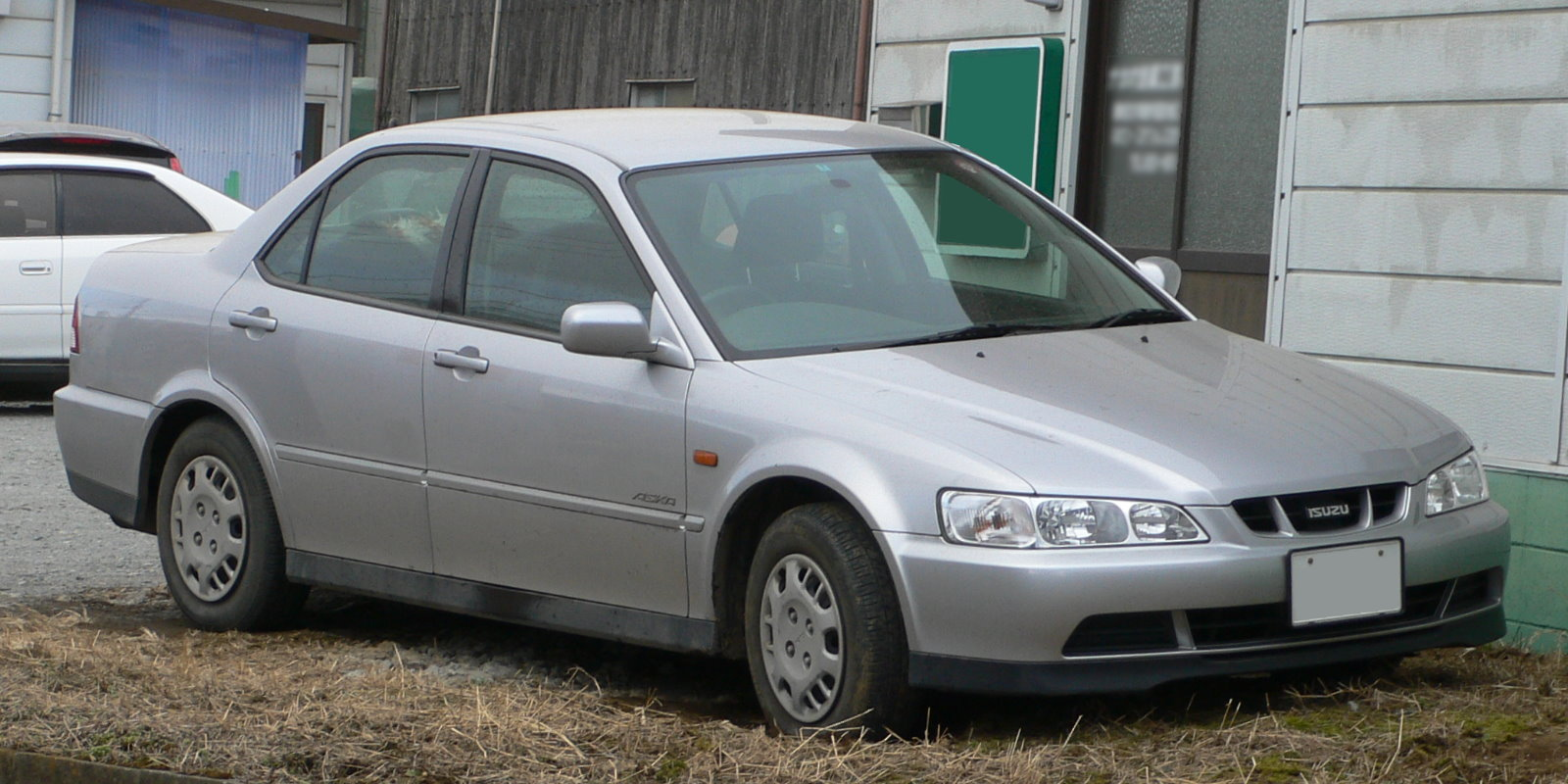
Isuzu Aska IV

## Liens
- Opel Ascona C
- Honda Accord
- Holden Camira
- Subaru Legacy